# The Kane Gang
The Kane Gang was een Britse popband.

## Bezetting
- Martin Brammer[4] (zang)
- Paul Woods[5]
- Dave Brewis[6] (gitaar)

## Geschiedenis
Brammer, Woods en Brewis formeerden het trio in 1982, nadat ze mekaar hadden ontmoet in kleine plaatselijke bands. Ze tekenden bij een klein label, hetgeen leidde tot een contract bij London Records in 1984. Hun debuutalbum Bad and Lowdown World of the Kane Gang (uitgebracht in de Verenigde Staten als Lowdown) werd het volgende jaar uitgebracht. Daarop stonden de twee Britse hitsingles Closest Thing to Heaven (#12) en een cover van Respect Yourself (#21) van The Staple Singers. De laatste werd ook een hit in Australië (#19). Het album werd geproduceerd door Pete Wingfield, met P.P. Arnold en Sam Brown als achtergrondzangers.
Het volgende album Miracle werd uitgebracht in 1987 en bevatte de twee hitsingles Motortown en de cover Don't Look Any Further van Dennis Edwards. De laatste werd een nummer 1-hit in de Amerikaanse dance-hitlijst.
Woods verliet de band in 1991 voor een solocarrière. Woods en Brevis werkten ook aan een album, dat echter nooit werd uitgebracht. Brammer scheef ook songs voor andere artiesten.
The Kane Gang speelde de muziek voor de Ooh Gary Davies… On Your Radio-jingle voor BBC Radio 1. Hetzelfde nummer werd gebruikt als basis voor de thema-tune van de langlopende kinderreeks Byker Grove, het tv-programma dat de carrières lanceerde van Ant & Dec (als PJ & Duncan) en Donna Air.

## Discografie

### Singles
- 1983: Brother Brother
- 1984: Smalltown Creed
- 1984: Closest Thing to Heaven
- 1984: Respect Yourself
- 1985: Gun Law
- 1987: Motortown
- 1987: What Time Is It?
- 1988: Don't Look Any Further

### Albums
- 1985: The Bad and Lowdown World of the Kane Gang
- 1987: Miracle
- 2007: The Miracle of the Kane Gang (dubbel-cd compilatie uitgebracht bij Kitchenware Records, bevat nummers van de twee albums plus eerder niet uitgebrachte nummers en A- en B-kanten)

### NPO Radio 2 Top 2000
Van The Kane Gang stond alleen Closest thing to heaven in 2000 in de NPO Radio 2 Top 2000, op plek 1704.
- International Standard Name Identifier: 0000 0001 1540 8808
- MusicBrainz: 4adab590-3fc8-4589-880b-f63cd98f1499
- Trove: 1162641
- Virtual International Authority File: 151425641